# Houlletia lowiana
Houlletia lowiana är en orkidéart som beskrevs av Heinrich Gustav Reichenbach. Houlletia lowiana ingår i släktet Houlletia och familjen orkidéer. Inga underarter finns listade i Catalogue of Life.